# أندريه لو نوتر
أندريه لو نوتر 
تنطق بالفرنسية: [ɑ̃dʁe lə notʁ]
(12 مارس 1613 – 15 سبتمبر 1700) ، كان يُكتب اسمه في الأصل أندريه لو نوستر، هو مهندس حدائق فرنسي، وكان البستاني الرئيسي للملك لويس الرابع عشر ملك فرنسا. ويُعد مهندس المناظر الطبيعية الذي صمم حدائق قصر فرساي؛ ويُجسد عمله ذروة أسلوب الحدائق الرسمية الفرنسية، أو ما يُعرف بـ حديقة على الطريقة الفرنسية.
قبل عمله في فرساي، تعاون لو نوتر مع لويس لو فو وشارل لو برون في تصميم منتزه فو لو فيكونت. وتشمل أعماله الأخرى تصميم حدائق ومنتزهات حدائق بيكتون النباتية، وقصر شانتِيّي، وقصر فونتينبلو، وقصر سان-كلو، وقصر سان جيرمان أونلي. كما كانت له مساهمات مهمة في التخطيط العمراني؛ ففي قصر التويلري بباريس، قام بتمديد المنظور البصري غربًا، والذي أصبح لاحقًا جادة الشانزليزيه ضمن ما يُعرف بـ المحور التاريخي.

## السيرة الذاتية

### الحياة المبكرة
وُلد أندريه لو نوتر في باريس في 12 مارس 1613، ضمن عائلة من البستانيين الملكيين. يُعتقد أن بيير لو نوتر، الذي كان مسؤولًا عن حديقة التويلري في عام 1572، كان جده. أما والده، جان لو نوتر، فقد تولى أيضًا مسؤولية أجزاء من حدائق التويلري، بدايةً تحت إشراف كلود موليه، ولاحقًا كرئيس للبستانيين خلال عهد الملك لويس الثالث عشر.
تلقى أندريه تعميده في كنيسة سانت روش في باريس، وكان عرّابه في مراسم التعميد أحد مديري الحدائق الملكية، وكانت عرّابته زوجة كلود موليه.وكان عرّابه في مراسم التعميد أحد مديري الحدائق الملكية، وكانت عرّابته زوجة كلود موليه. أحد مديري الحدائق الملكية، بينما كانت عرّابته زوجة كلود موليه. نشأ في منزل داخل أراضي التويلري، مما أتاح له التعرف المبكر على فن البستنة، واكتساب المعرفة النظرية والعملية.
بفضل قربه من قصر اللوفر، الذي كان يضم آنذاك أكاديمية للفنون، درس أندريه الرياضيات والرسم والهندسة المعمارية. التحق بورشة الرسام سيمون فويه، رسام الملك لويس الثالث عشر، حيث التقى بالفنان شارل لو برون، الذي أصبح صديقه المقرب. كما درس لعدة سنوات تحت إشراف المعماري فرانسوا مانسار، صديق لو برون.

### المسيرة المهنية

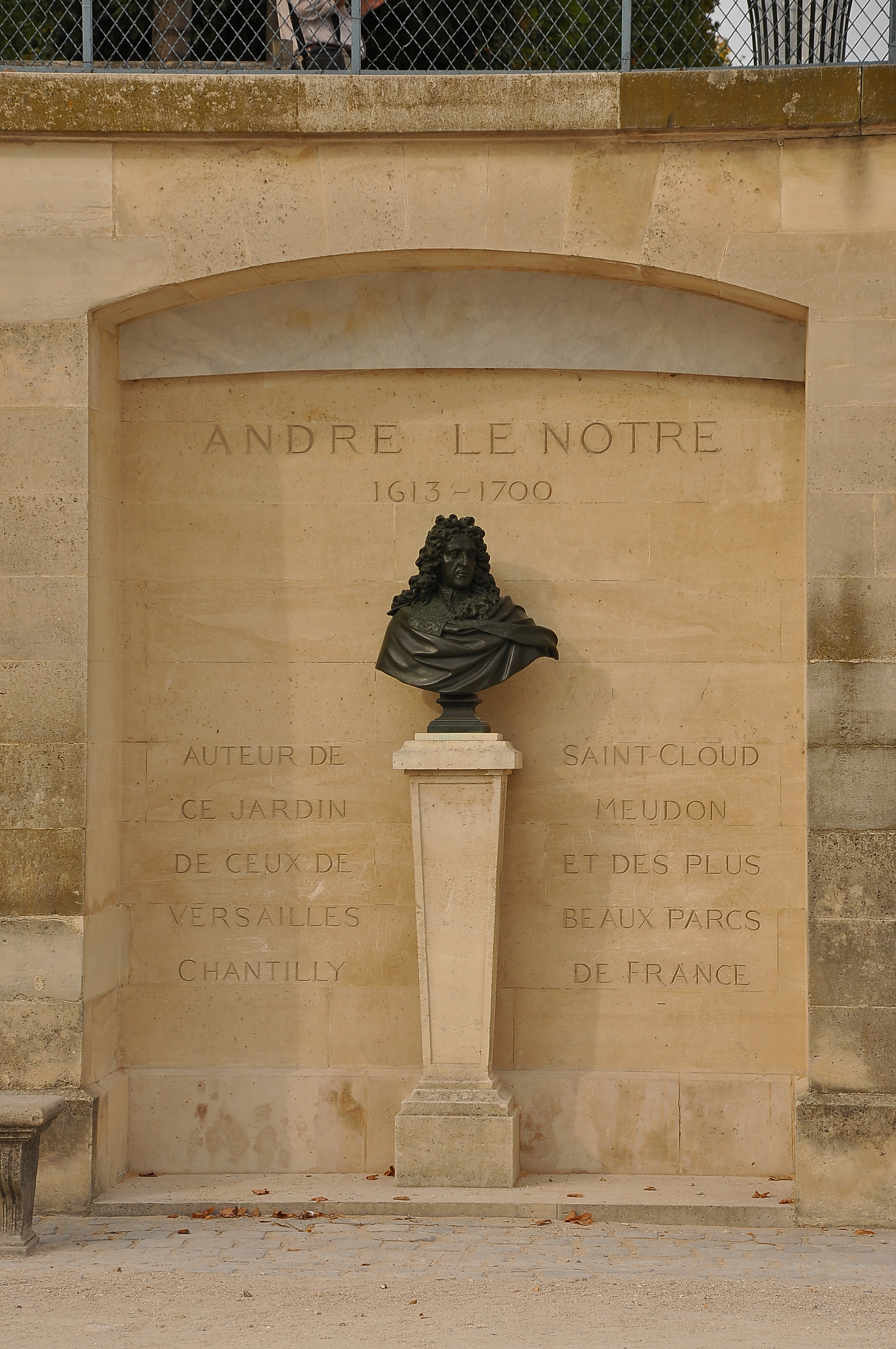
تمثال نصفي لأندريه لو نوتر في حديقة التويلري

في عام 1635، عُيّن لو نوتر بستانيًا رئيسيًا لشقيق الملك، غاستون، دوق أورليان. وفي 26 يونيو 1637، تولى منصب رئيس البستانيين في التويلري، خلفًا لوالده. كان مسؤولًا عن المناطق الأقرب إلى القصر، بما في ذلك البيت الزجاجي الذي بناه سيمون بوشار.
في عام 1643، عُيّن "رسام النباتات والمدرجات" للملكة الأم آن من النمسا، ومن 1645 إلى 1646، عمل على تحديث حدائق قصر فونتينبلو.
لاحقًا، أُوكلت إليه مسؤولية جميع الحدائق الملكية في فرنسا، وفي عام 1657، عُيّن مراقبًا عامًا للمباني الملكية. نادرًا ما وردت إشارات مباشرة إلى لو نوتر في السجلات الملكية، وكان يعبّر عن أفكاره من خلال تصميماته الحدائقية. أصبح مستشارًا موثوقًا للملك لويس الرابع عشر، وفي عام 1675، نال لقب النبالة. كما رافق الملك في حصار كامبراي (1677).
تزوج في عام 1640 من فرانسواز لانغلويس، وأنجبا ثلاثة أطفال، لكن لم ينجُ أي منهم حتى سن البلوغ.

#### فو لو فيكونت

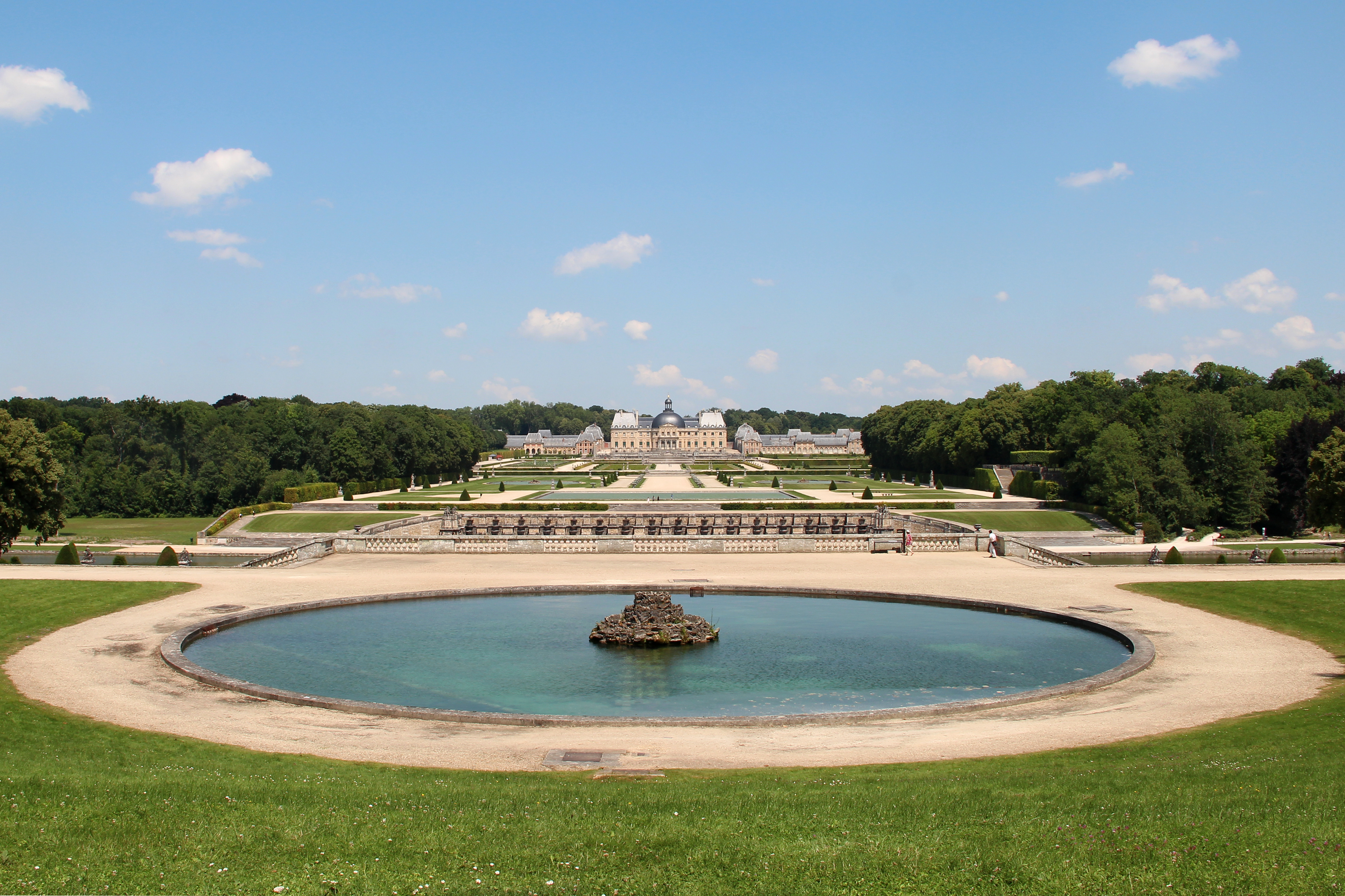
فو لو فيكونت

كان أول مشروع حدائق كبير للو نوتر لصالح نيكولا فوكيه، المشرف على المالية في عهد لويس الرابع عشر. بدأ فوكيه بناء قصر فو لو فيكونت في عام 1657، مستعينًا بالمعماري لويس لو فو، والرسام شارل لو برون، ولو نوتر. عمل الثلاثة بتناغم، حيث صمم لو نوتر ترتيبًا مهيبًا من البارتير، والأحواض، والممرات الحصوية. استغل لو فو ولو نوتر اختلافات المستوى في الموقع لإخفاء القناة عن الأنظار من القصر، واستخدما المنظور القسري لجعل الكهف يبدو أقرب مما هو عليه.
اكتملت الحدائق في عام 1661، عندما أقام فوكيه احتفالًا فاخرًا للملك. لكن بعد ثلاثة أسابيع فقط، في 10 سبتمبر 1661، تم اعتقال فوكيه بتهمة اختلاس أموال الدولة، وتم نقل الفنانين والحرفيين العاملين معه إلى خدمة الملك.

#### فرساي

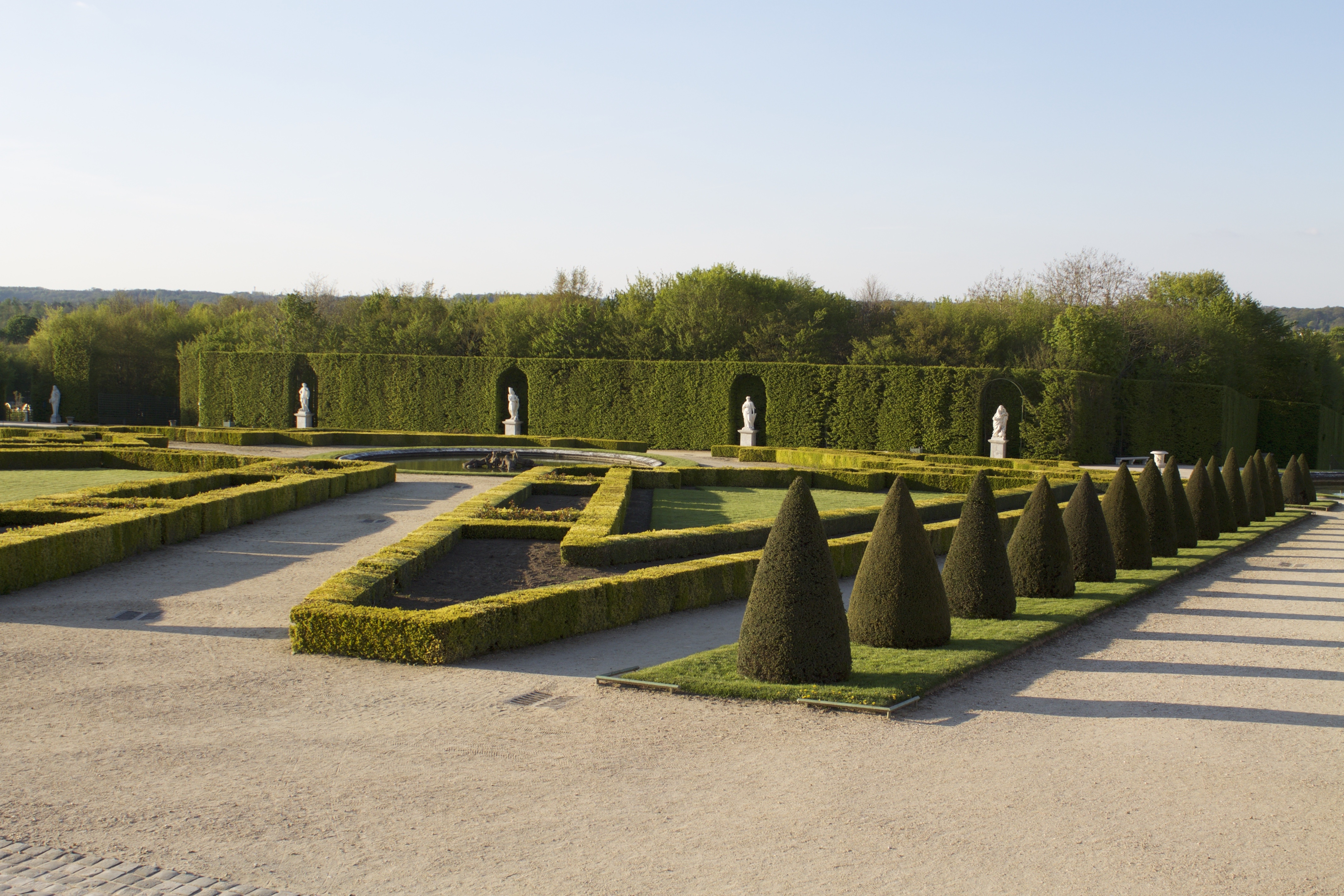
حدائق فرساي

مخطط لحدائق فرساي

منذ عام 1661، عمل لو نوتر لصالح الملك لويس الرابع عشر على بناء وتوسعة الحدائق والمتنزهات في قصر فرساي. قام الملك بتوسعة النزل الصيد السابق، ليجعله مقر إقامته الرئيسي ومركز حكمه. كما وضع لو نوتر مخططًا شعاعيًا لمدينة فرساي، تضمن أكبر جادة في أوروبا آنذاك، وهي "جادة باريس".
في القرن التالي، أثّر تصميم فرساي على مخطط بيير شارل لانفان لمدينة واشنطن العاصمة. انظر أيضًا: مخطط لانفان.

### حدائق أخرى

#### فرنسا
في عام 1661، كان لو نوتر يعمل أيضًا على حدائق قصر فونتينبلو. وفي عام 1663، تم التعاقد معه للعمل في قصر سان جرمان أون لاي، وكذلك قصر سان كلو، مقر إقامة فيليب الأول، دوق أورليان، حيث أشرف على الأعمال هناك لسنوات عديدة. ومنذ عام 1663 أيضًا، بدأ لو نوتر العمل في قصر شانتيي، ملك أمير كوندي، حيث عمل مع صهره بيير ديسغو حتى عقد 1680.
ومنذ عام 1664، كان يعيد تصميم حدائق حدائق التويلري، بطلب من كولبير، الوزير الرئيسي للويس الرابع عشر، الذي كان لا يزال يأمل في بقاء الملك في باريس. وفي عام 1667، قام لو نوتر بتمديد المحور الرئيسي للحدائق نحو الغرب، مما أدى إلى إنشاء الجادة التي ستصبح لاحقًا الشانزليزيه. وفي عام 1670، كلف كولبير لو نوتر بتعديل حدائق قصر سو الخاص به، واستمرت الأعمال حتى عام 1683.